# Mirbağır İsayev
Mirbağır İsayev (13 marzo 1974) è un ex calciatore azero, di ruolo centrocampista.

## Carriera

### Nazionale
Ha collezionato dieci presenze con la propria Nazionale.

## Statistiche

### Cronologia presenze e reti in Nazionale
| Cronologia completa delle presenze e delle reti in nazionale ― Azerbaigian | Cronologia completa delle presenze e delle reti in nazionale ― Azerbaigian | Cronologia completa delle presenze e delle reti in nazionale ― Azerbaigian | Cronologia completa delle presenze e delle reti in nazionale ― Azerbaigian | Cronologia completa delle presenze e delle reti in nazionale ― Azerbaigian | Cronologia completa delle presenze e delle reti in nazionale ― Azerbaigian | Cronologia completa delle presenze e delle reti in nazionale ― Azerbaigian | Cronologia completa delle presenze e delle reti in nazionale ― Azerbaigian |
| Data                                                                       | Città                                                                      | In casa                                                                    | Risultato                                                                  | Ospiti                                                                     | Competizione                                                               | Reti                                                                       | Note                                                                       |
| -------------------------------------------------------------------------- | -------------------------------------------------------------------------- | -------------------------------------------------------------------------- | -------------------------------------------------------------------------- | -------------------------------------------------------------------------- | -------------------------------------------------------------------------- | -------------------------------------------------------------------------- | -------------------------------------------------------------------------- |
| 19-4-1994                                                                  | Attard                                                                     | Malta                                                                      | 5 – 0                                                                      | Azerbaigian                                                                | Amichevole                                                                 | -                                                                          |                                                                            |
| 1-3-1997                                                                   | Larnaca                                                                    | Estonia                                                                    | 2 – 0                                                                      | Azerbaigian                                                                | Amichevole                                                                 | -                                                                          |                                                                            |
| 22-3-1997                                                                  | Baku                                                                       | Azerbaigian                                                                | 3 – 0                                                                      | Turkmenistan                                                               | Amichevole                                                                 | -                                                                          |                                                                            |
| 2-4-1997                                                                   | Baku                                                                       | Azerbaigian                                                                | 1 – 2                                                                      | Finlandia                                                                  | Qual. Mondiali 1998                                                        | -                                                                          |                                                                            |
| 25-4-1997                                                                  | Ashgabat                                                                   | Turkmenistan                                                               | 2 – 0                                                                      | Azerbaigian                                                                | Amichevole                                                                 | -                                                                          |                                                                            |
| 4-6-1997                                                                   | Viljandi                                                                   | Estonia                                                                    | 1 – 0                                                                      | Azerbaigian                                                                | Amichevole                                                                 | -                                                                          |                                                                            |
| 8-6-1997                                                                   | Helsinki                                                                   | Finlandia                                                                  | 3 – 0                                                                      | Azerbaigian                                                                | Qual. Mondiali 1998                                                        | -                                                                          |                                                                            |
| 6-3-1999                                                                   | Larnaca                                                                    | Azerbaigian                                                                | 2 – 2                                                                      | Estonia                                                                    | Amichevole                                                                 | -                                                                          |                                                                            |
| 5-6-1999                                                                   | Baku                                                                       | Azerbaigian                                                                | 4 – 0                                                                      | Liechtenstein                                                              | Qual. Euro 2000                                                            | 1                                                                          |                                                                            |
| 9-10-1999                                                                  | Baku                                                                       | Azerbaigian                                                                | 0 – 1                                                                      | Slovacchia                                                                 | Qual. Euro 2000                                                            | -                                                                          |                                                                            |
| Totale                                                                     |                                                                            | Presenze                                                                   | 10                                                                         |                                                                            | Reti                                                                       | 1                                                                          |                                                                            |